# 위야오시

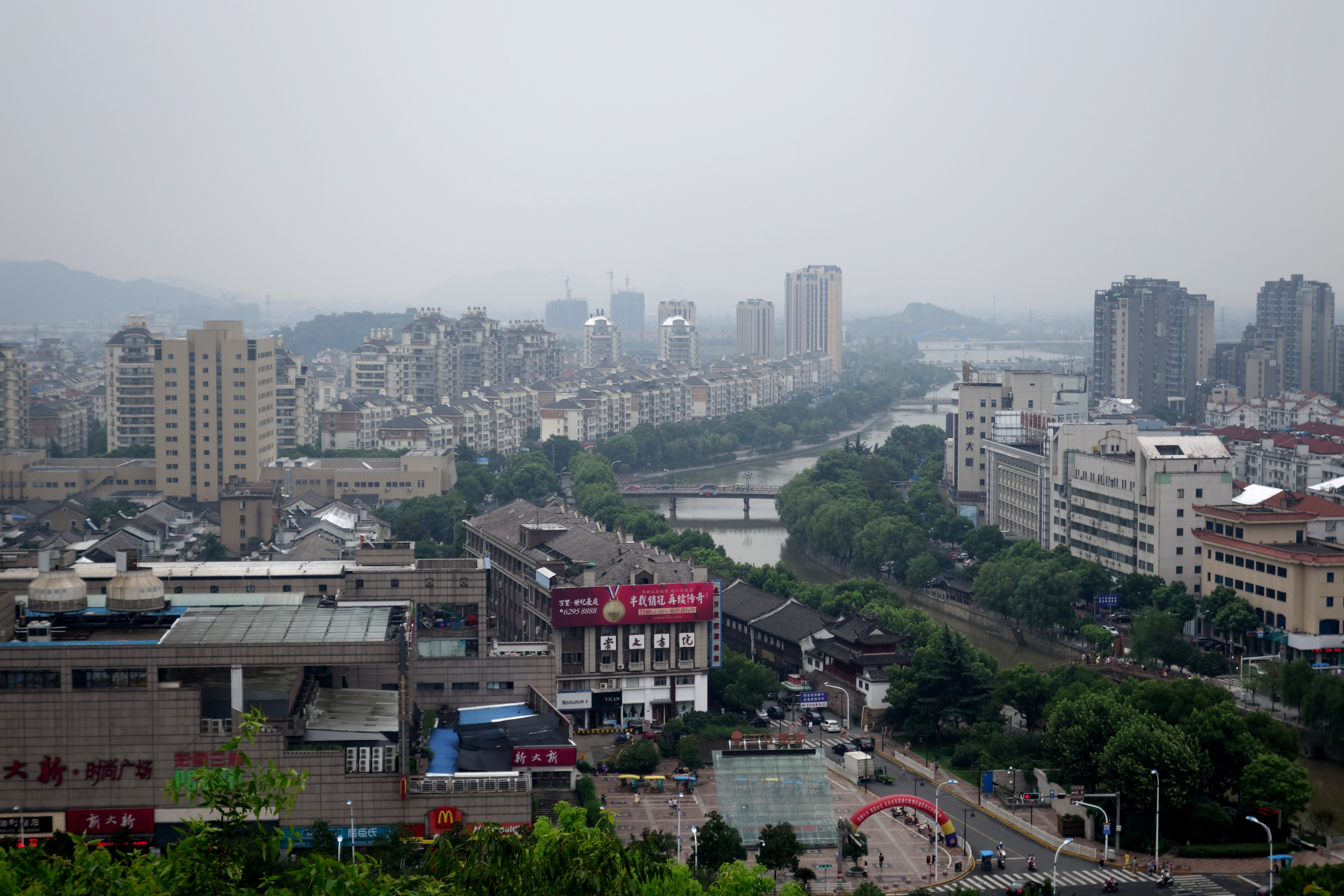

위야오시(중국어: 余姚市, 병음: Yúyáo Shì)는 중화인민공화국 저장성 닝보시의 현급 행정구역이다. 닝보에서 서쪽으로 40km 떨어져있고 항저우에서 동쪽으로 120km 떨어져있으며 북쪽으로 항저우만과 접한다. 넓이는 1346km2이고, 인구는 2007년 기준으로 830,000명이다.
중심가에 12만 명이 거주하고 시 총 인구는 83만 명이다. 그러나 최근에 이주 노동자와 그 가족들이 유입되면서 상주 인구는 160만에 이르러 주민 등록 인구와는 상당한 차이를 보인다.

## 지리
아열대성 계절풍 기후대에 놓여있어 일조량과 강수량이 풍부하고 따뜻하고 습하며 사계절이 뚜렷하다. 연평균 일조량은 2061시간이고 연평균 일조 비율은 47%이다. 연평균 기온은 16.2 °C이고 가장 추운 달은 1월과 2월이고 가장 더운 달은 7월과 8월이다. 연평균 강수량은 1547mm이고 매년 강수량이 크게 변한다. 연 강수는 불균등하게 배분되어 장마 기간인 4월부터 6월까지와 태풍 기간인 7월부터 9월까지 집중된다.
위야오의 풍광은 항저우만의 바다부터 비옥한 평원의 논밭과 쓰밍 산의 우뚝 솟은 봉우리까지 다양하다. 야오 강은 남쪽 쓰밍 산에서 발원하여 시를 통과하여 동쪽으로 흘러 동중국해에 이른다.

### 기후
| Yuyao (1981−2010)의 기후                       | Yuyao (1981−2010)의 기후 | Yuyao (1981−2010)의 기후 | Yuyao (1981−2010)의 기후 | Yuyao (1981−2010)의 기후 | Yuyao (1981−2010)의 기후 | Yuyao (1981−2010)의 기후 | Yuyao (1981−2010)의 기후 | Yuyao (1981−2010)의 기후 | Yuyao (1981−2010)의 기후 | Yuyao (1981−2010)의 기후 | Yuyao (1981−2010)의 기후 | Yuyao (1981−2010)의 기후 | Yuyao (1981−2010)의 기후 |
| 월                                             | 1월                      | 2월                      | 3월                      | 4월                      | 5월                      | 6월                      | 7월                      | 8월                      | 9월                      | 10월                     | 11월                     | 12월                     | 연간                     |
| ---------------------------------------------- | ------------------------ | ------------------------ | ------------------------ | ------------------------ | ------------------------ | ------------------------ | ------------------------ | ------------------------ | ------------------------ | ------------------------ | ------------------------ | ------------------------ | ------------------------ |
| 역대 최고 기온 °C (°F)                         | 24.5 (76.1)              | 29.8 (85.6)              | 33.0 (91.4)              | 36.0 (96.8)              | 37.6 (99.7)              | 39.0 (102.2)             | 41.7 (107.1)             | 41.3 (106.3)             | 38.0 (100.4)             | 35.4 (95.7)              | 31.7 (89.1)              | 25.6 (78.1)              | 41.7 (107.1)             |
| 일평균 최고 기온 °C (°F)                       | 8.7 (47.7)               | 10.7 (51.3)              | 14.7 (58.5)              | 20.9 (69.6)              | 26.0 (78.8)              | 29.0 (84.2)              | 33.8 (92.8)              | 32.8 (91.0)              | 28.1 (82.6)              | 23.3 (73.9)              | 17.8 (64.0)              | 11.6 (52.9)              | 21.5 (70.6)              |
| 일일 평균 기온 °C (°F)                         | 4.9 (40.8)               | 6.5 (43.7)               | 10.2 (50.4)              | 15.9 (60.6)              | 21.0 (69.8)              | 24.6 (76.3)              | 28.8 (83.8)              | 28.2 (82.8)              | 24.1 (75.4)              | 18.9 (66.0)              | 13.2 (55.8)              | 7.1 (44.8)               | 17.0 (62.5)              |
| 일평균 최저 기온 °C (°F)                       | 2.0 (35.6)               | 3.5 (38.3)               | 6.8 (44.2)               | 12.0 (53.6)              | 17.2 (63.0)              | 21.2 (70.2)              | 25.0 (77.0)              | 24.9 (76.8)              | 21.0 (69.8)              | 15.5 (59.9)              | 9.7 (49.5)               | 3.8 (38.8)               | 13.6 (56.4)              |
| 역대 최저 기온 °C (°F)                         | −6.5 (20.3)              | −4.8 (23.4)              | −2.6 (27.3)              | 1.2 (34.2)               | 8.5 (47.3)               | 13.3 (55.9)              | 17.5 (63.5)              | 19.3 (66.7)              | 12.2 (54.0)              | 3.4 (38.1)               | −1.9 (28.6)              | −8.1 (17.4)              | −8.1 (17.4)              |
| 평균 강수량 mm (인치)                          | 81.4 (3.20)              | 79.6 (3.13)              | 133.9 (5.27)             | 111.6 (4.39)             | 114.2 (4.50)             | 185.6 (7.31)             | 154.0 (6.06)             | 180.0 (7.09)             | 166.9 (6.57)             | 80.7 (3.18)              | 83.9 (3.30)              | 60.3 (2.37)              | 1,432.1 (56.37)          |
| 평균 상대 습도 (%)                             | 76                       | 76                       | 76                       | 74                       | 75                       | 81                       | 77                       | 79                       | 81                       | 78                       | 77                       | 74                       | 77                       |
| 출처: China Meteorological Data Service Center |                          |                          |                          |                          |                          |                          |                          |                          |                          |                          |                          |                          |                          |

## 역사
위야오는 풍부한 문화 유산으로 유명하다. 신석기 시대의 하모도 문화는 위야오에 위치한 BC5000년 경의 인류 문명의 초기 유적 중 하나이다. 위야오 또한 역사적으로 유명한 학자들을 많이 배출하였는데 대표적으로 수당시대의 우세남, 명나라 때의 왕양명과 황종희 등이 있다. 특히 왕양명과 양종희는 중국 10대 학자로 손꼽힌다. 중일 전쟁 때 위야오는 일본의 침략에 대항하기 위한 19개의 기지 중 하나로 저장성 동부의 중심 기지였다.

## 경제
위야오는 어미지향(漁米地鄕)으로 잘 알려져있다. 위야오의 경제는 1970년대 후반 경제 개혁 후에 사기업들의 지배 덕분에 경제 붐을 이루었다. 2007년 GDP는 340억 위안에 달했고 과거 20년 동안 매년 두 자릿 수의 성장률을 보였다. 중국 2100개 현의 경제력 종합 평가에서 상위 20위 안에 든 현급 행정 구역 중 하나이다. 공업 생산품은 주로 전기 기구, 플라스틱 주조, 기계와 직물이다. 재료, 광학, 전기 도금 기계 접합과 정밀 화학과 같은 첨단 산업이 빠르게 발전하고 있다. 위야오의 주요 농산품과 임산품으로 딸기와 만다린 귤과 대나무, 누에, 닭, 가축과 물고기가 있다. 신선한 상품이 매 계절 이용 가능하다.

## 교통
상하이-항저우-닝보 고속도로와 329번 국도, 상하이-항저우-닝보 철도가 위야오를 통과한다. 최근에 위야오 북쪽 경계 근처에서 세계에서 가장 긴 해양 횡단교인 36km길이의 항저우만 대교가 완공되었다. 이것은 항저우만을 횡단하는데의 거리를 현재의 420km에서 80km으로 감소시킬 것이다.

## 행정 구역
6개 가도, 14개 진, 1개 향을 관할한다.
- 가도: 凤山街道, 阳明街道, 梨洲街道, 兰江街道, 朗霞街道, 低塘街道.
- 진: 小曹娥镇, 泗门镇, 临山镇, 黄家埠镇, 马渚镇, 牟山镇, 丈亭镇, 三七市镇, 陆埠镇, 河姆渡镇, 梁弄镇, 大岚镇, 四明山镇, 大隐镇.
- 향: 鹿亭乡.